# Giornale della Provincia bresciana
Il Giornale della Provincia bresciana fu una rivista che dal febbraio 1816 al giugno 1859 pubblicò gli atti ufficiali del governo del Regno Lombardo-Veneto nella città bresciana. Dal 1841 al 1843 e dal 1853 al 1859 si chiamò Gazzetta provinciale di Brescia, mentre tra il 1844 e il 1852 il nome della testata fu Gazzetta privilegiata provinciale di Brescia.

## Storia

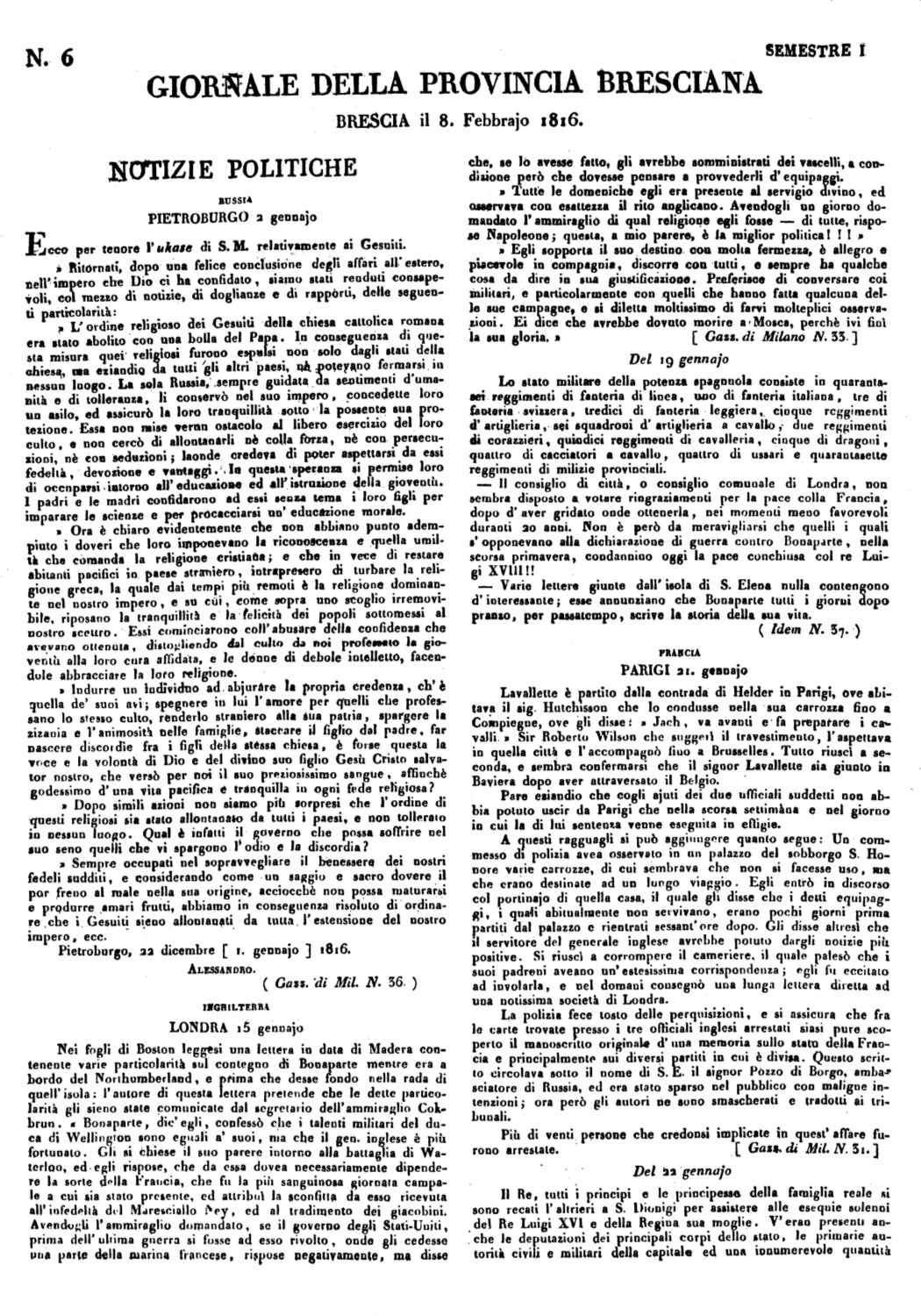
La prima pagina del primo numero del Giornale della Provincia bresciana

Il primo numero della rivista fu pubblicato l'8 febbraio 1816 proseguendo la numerazione di quell'anno del Giornale del Dipartimento del Mella. Il cambio testata fu dovuto all'adeguamento del nuovo assetto amministrativo locale che si verificò nei primi mesi del 1816 all'interno del Regno Lombardo-Veneto, dopo un periodo in cui erano state mantenute le strutture locali del precedente Regno Italico: dal Dipartimento del Mella si passò infatti alla Provincia di Brescia.
Il giornale evitava di riportare notizie di carattere locale, ad eccezione delle attività culturali dell'Ateneo di Brescia. Le notizie politiche, riprese fedelmente da altri giornali, erano pubblicate secondo un ordine rigoroso: prima quelle dell'Impero austriaco, poi quelle del Lombardo-Veneto, a seguire quelle degli altri stati italiani e infine quelle degli stati extrapenisolari. Seguiva la pubblicazione degli atti ufficiali di Governo e degli organismi locali, come la Congregazione provinciale e quella Municipale, chiudendo con qualche annuncio economico. Rari erano i necrologi.
Dal 1816 il giornale fu pubblicato dalla tipografia di Niccolò Bettoni che ne fu estensore fino al 1830. In quell'anno l'estensione passò a Carlo Maria Noy per un biennio, poi gli succedette Cesare Arici. Con il numero 53 del 1835, Vincenzo Quaresmini e Antonio Pasinetti divennero estensori del giornale, avendo rilevato la tipografia di Bettoni la quale dal 1º gennaio 1836 fu ribattezzata Tipografia della Minerva Bresciana.

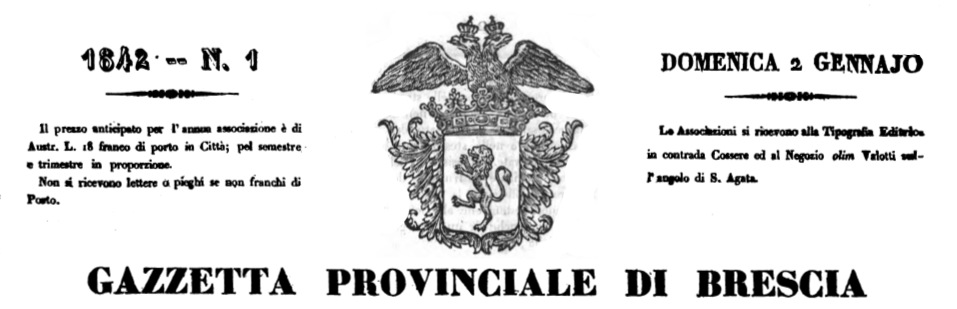
La testata nel 1842

Nel 1841 il giornale cambiò testata in Gazzetta provinciale di Brescia. A partire dall'anno seguente fu stampata dalla tipografia Venturini e il ruolo di estensore passò a Giuseppe Gallia, professore di storia universale e di filologia latina all'Imperial regio liceo di Brescia. Con la nuova gestione, la pubblicazione passò da settimanale a bisettimanale con un'unica numerazione per entrambe le uscite: la prima parte usciva la domenica e conteneva le cronache politiche e gli annunci giudiziari, mentre la seconda usciva il giovedì con gli atti ufficiali e gli avvisi economici. Nel 1844 la testata divenne «Gazzetta privilegiata provinciale di Brescia»

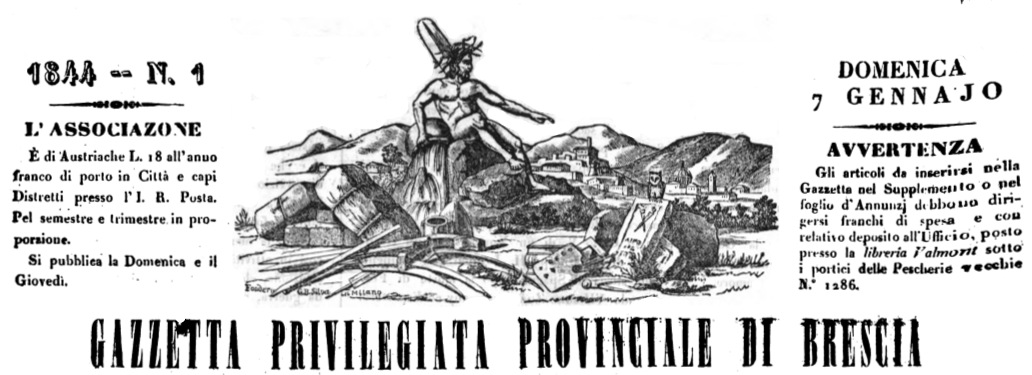
La testata nel 1844

Dopo la rivolta del 23 marzo 1848, il giornale cessò le pubblicazioni per essere sostituito dalla Gazzetta di Brescia: dell'ultimo numero, il 12, uscì solo la parte domenicale. Con il ritorno degli austriaci, le pubblicazioni ripresero sotto la precedente testata, senza Gallia a dirigerla e proseguendo la numerazione della rivista rivoluzionaria: il primo numero fu il 46, pubblicato il 29 agosto 1848. L'anno seguente, le pubblicazioni furono nuovamente sospese tra il 24 marzo e il 9 aprile, a causa degli eventi delle dieci giornate di Brescia.

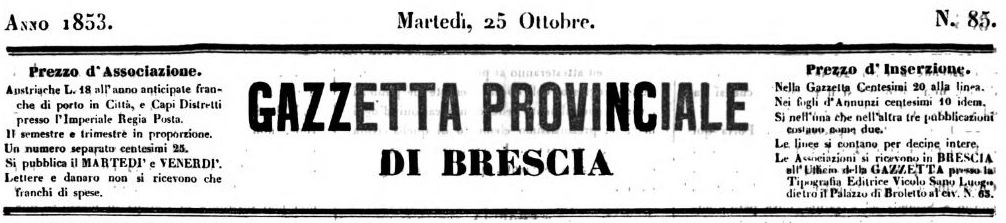
La testata nel 1853

Nel 1853 la testata riprese la denominazione di Gazzetta provinciale di Brescia.
Il giornale fu pubblicato fino al giugno 1859: con l'abbandono degli asburgici della città di Brescia nel corso della seconda guerra d'indipendenza, le pubblicazioni furono sostituite dalla Gazzetta provinciale di Brescia. Si trattò di un giornale completamente nuovo, scritto e pubblicato dal gruppo della sinistra bresciana che faceva capo a Francesco Cuzzetti e Giuseppe Zanardelli.